# 노란젖버섯
노란젖버섯(학명: Lactarius chrysorrheus)은 무당버섯목 무당버섯과 젖버섯속에 속하는 황색 유독성 버섯의 일종이다. 주로 참나무 종류에 기생하며, 섭취 시 소화기 불량과 탈수를 동반한다.